# Бринкли
Бринкли (на английски: Brinkley) е град в южната част на Съединените американски щати, най-големият в окръг Монро на щата Арканзас. Населението му е около 2 800 души (2016).
Разположен е на 64 метра надморска височина в Мисисипската низина, на 100 километра източно от Литъл Рок и западно от Мемфис. Селището е основано през 1852 година върху земи на Литълрокската и Мемфиска железопътна компания и получава името на нейния президент Робърт Бринкли. Около половината жители на града са афроамериканци.

## Известни личности
Родени в Бринкли
- Луи Джордан (1908 – 1975), музикант